# Калиновка (Березанский район)
Калиновка (укр. Калинівка, до 2016 г. — Кимовка) — село в Березанском районе Николаевской области Украины.
Основано в 1934 году. Население по переписи 2001 года составляло 1033 человек. Почтовый индекс — 57440. Телефонный код — 5153. Занимает площадь 43,594 км².

## Местный совет
57440, Николаевская обл., Березанский р-н, с. Калиновка, ул. Ленина, 17